# 小行星8034
小行星8034（英語：8034 Akka）是一颗围绕太阳公转的小行星。1992年6月3日，卡罗琳·舒梅克、尤金·舒梅克在帕洛马山发现了此天体。
这颗小行星的绝对星等为68.03662620307476等。